# جيمي هوب
جيمي هوب (بالإنجليزية: Jim Hope)‏ (11 سبتمبر 1919 بغلاسكو في المملكة المتحدة - 20 يناير 1979) هو لاعب كرة قدم بريطاني (وحمل سابقاً جنسية المملكة المتحدة لبريطانيا العظمى وأيرلندا) في مركز جناح. لعب مع كوين أوف ساوث ومانشستر سيتي وإلغين سيتي ‏ ونادي اربوراث.